# Кипун
Кипун — деревня в Шарканском районе Удмуртской республики.

## География
Находится в восточной части Удмуртии у южной границы районного центра села Шаркан.

## История
Основана в 1883 году русскими переселенцами из Слободского и Глазовского уездов как починок. В 1893 и 1905 годах 43 двора. С 1932 года деревня. До 2021 года входила в состав Шарканского сельского поселения.

## Население
Постоянное население составляло 326 человек (1893 год), 427 (1905), 512 человек в 2002 году (удмурты 80 %), 495 в 2012.